# Bumba Meu Boi do Seu Teodoro
O Bumba Meu Boi do Seu Teodoro é um movimento cultural brasileiro, em Sobradinho, no Distrito Federal, tombado como patrimônio imaterial do Distrito Federal.

## Sobre
O Bumba Meu Boi do Seu Teodoro foi criado em 1963, em Sobradinho, no Distrito Federal por Teodoro Freire e agora é administrado pelo seu filho Guará Freire. Suas raízes remetem ao bumba-meu-boi, festa do folclore popular brasileiro. Um dos seus símbolos é o Tambor de Crioula, tradição muito conhecida no estado do Maranhão.
Foi tombado como patrimônio imaterial do Distrito Federal em 15 de julho de 2004, por ser um "movimento cultural consolidado de legitima referência cultural do Distrito Federal".
Teodoro faleceu aos 91 anos, em 2012, porém o seu legado foi mantido em diversas apresentações do seu movimento cultural, bem como festas em sua homenagem.